# 马特·奥尔德里奇
马修·奥尔德里奇（英語：Matthew Aldridge，1996年3月11日—），英国男子赛艇运动员。他曾代表英国参加2024年夏季奥林匹克运动会赛艇比赛，获得男子四人单桨无舵手铜牌。